# Brachytegma
Brachytegma is een geslacht van vlinders van de familie uilen (Noctuidae), uit de onderfamilie Noctuinae.

## Soorten
- B. castanea Laporte, 1984
- B. rotunda Berio, 1962